# Olympische Sommerspiele 1960/Kanu – Zweier-Kajak 500 m (Frauen)
Die Wettkämpfe im Zweier-Kajak über 500 Meter bei den Olympischen Sommerspielen 1960 wurde vom 26. bis 29. August auf dem Albaner See in der Nähe von Rom ausgetragen.
Es war die erste Austragung der Zweier-Kajak-Wettbewerbe für Frauen über 500 Meter bei Olympischen Spielen.
Aus den zwei Vorläufen und einem Hoffnungslauf qualifizierten sich neun Boote für das Finale. Dort siegte das sowjetische vor dem deutschen und dem ungarischen Boot.

## Ergebnisse

### Vorläufe

#### Lauf 1
| Rang | Athletinnen                                | Nation      | Zeit        |
| ---- | ------------------------------------------ | ----------- | ----------- |
| 1    | Marija Schubina Antonina Seredina          | Sowjetunion | 1:55,93 min |
| 2    | Therese Zenz Ingrid Hartmann               | Deutschland | 1:59,01 min |
| 3    | Klára Fried-Bánfalvi Vilma Egresi          | Ungarn      | 2:01,86 min |
| 4    | Gabriella Cotta Ramusino Luciana Guindani  | Italien     | 2:05,40 min |
| 5    | Helga Hellebrand-Wiedermann Lisa Schindler | Österreich  | 2:06,30 min |
| 6    | Heidi Sager Cynthia Nicholas               | Australien  | 2:12,20 min |

#### Lauf 2
| Rang | Athletinnen                           | Nation             | Zeit        |
| ---- | ------------------------------------- | ------------------ | ----------- |
| 1    | Daniela Walkowiak Janina Mendalska    | Polen              | 2:01,03 min |
| 2    | Annemarie Werner-Hansen Birgit Jensen | Dänemark           | 2:03,98 min |
| 3    | Eva Kutová Eva Kolínská               | Tschechoslowakei   | 2:04,22 min |
| 4    | Maria Szkeli Elena Lipalit            | Rumänien           | 2:04,32 min |
| 5    | Mary Ann DuChai Diane Jerome          | Vereinigte Staaten | 2:15,51 min |

### Hoffnungslauf
| Rang | Athletinnen                                | Nation             | Zeit        |
| ---- | ------------------------------------------ | ------------------ | ----------- |
| 1    | Gabriella Cotta Ramusino Luciana Guindani  | Italien            | 2:08,85 min |
| 2    | Helga Hellebrand-Wiedermann Lisa Schindler | Österreich         | 2:10,00 min |
| 3    | Maria Szkeli Elena Lipalit                 | Rumänien           | 2:10,17 min |
| 4    | Heidi Sager Cynthia Nicholas               | Australien         | 2:14,11 min |
| 5    | Mary Ann DuChai Diane Jerome               | Vereinigte Staaten | 2:21,13 min |

### Finale
| Rang | Athletinnen                                | Nation           | Zeit        |
| ---- | ------------------------------------------ | ---------------- | ----------- |
| 1    | Marija Schubina Antonina Seredina          | Sowjetunion      | 1:54,76 min |
| 2    | Therese Zenz Ingrid Hartmann               | Deutschland      | 1:56,66 min |
| 3    | Klára Fried-Bánfalvi Vilma Egresi          | Ungarn           | 1:58,22 min |
| 4    | Daniela Walkowiak Janina Mendalska         | Polen            | 1:59,03 min |
| 5    | Annemarie Werner-Hansen Birgit Jensen      | Dänemark         | 2:01,36 min |
| 6    | Maria Szkeli Elena Lipalit                 | Rumänien         | 2:01,68 min |
| 7    | Gabriella Cotta Ramusino Luciana Guindani  | Italien          | 2:02,47 min |
| 8    | Eva Kutová Eva Kolínská                    | Tschechoslowakei | 2:02,76 min |
| 9    | Helga Hellebrand-Wiedermann Lisa Schindler | Österreich       | 2:02,85 min |

## Weblink
- Ergebnisse